# Kai Mauro
Kai Julián Mauro (* 30. května 2007) je gibraltarský fotbalista, který hraje jako obránce za C-tým Cádizu a gibraltarskou reprezentaci.

## Klubová kariéra
Svou kariéru začal v mládežnickém týmu Lincoln Red Imps. V roce 2020 přešel do mládeže Atlética Zabal. Krátce působil v Algeciras, poté se vrátil zpět do Zabalu. V roce 2024 přišel do akademie Cádizu. 
26. ledna 2025 debutoval za C-tým v División de Honor Andaluza, střídal krajana Ostheiotdera. 

## Reprezentační kariéra
Hrál za Gibraltar v kategoriích U15, U16, U17, U19 a U21. Do reprezentace byl povolán v březnu 2024 proti Litvě, do utkání ale nenastoupil. Dne 25. března 2025 debutoval proti Česku.